# Albert IV de Prato
Albert IV de Prato (vers 1139-1203) fou fill de Berard de Prato, comte de Prato, Vernio, Mangona, Fucecchio, Certaldo, Monterotondo i Castiglione dei Gatti; confirmat per l'emperador el 4 de juny de 1155, i reconfirmat el 10 d'agost de 1164 incloent Jolo, Colonica, Ugnano, Capraia, Sammontana, Quarantola, Lucignano, Salivolpe, Pogna, Fondignano, Catignano, Castelfiorentino, Ripa, Montagliari, Dagole, Colle Valdelsa, Bruciano, Pietra Corbaia, Castellina, Gavorrano, Scarlino, Certaldo, Mangona, Cirignano, Bruscoli, Montacuto Vallese, Gonfienti, Monticelli, Montacuto Ragazza, Cerbaia, Vernio, Montauto, Bargi, Piderlo, Castel di Casio, Vigo, Camugnano, Baragazza, Mogne, Castiglione de' Pepoli, Creda, Mucone, Pian del Voglio i Sparvo; va donar a l'abat Bernat el monestir de San Salvatore all'Isola, ¾ del castell di Bucignano amb l'església dels sants Filippo i Jacopo l'11 de desembre de 1143, i va vendre per 20 lires de Lucca la seva part al castell de Montevaso al bisbe de Volterra el 3 de setembre de 1150; va participar en la Dieta de San Genesio el juliol de 1162, i el 1165 a l'expedició contra Roma; va estar en guerra contra Florència als que, a fi de perjudicar comercialment, els va fundar la fortalesa de Semifonte obstaculitzant el seu comerç però el 1184 fou fet presoner pels florentins i després fou el seu aliat i el 1200 fou obligat a demolir Semifonte, el castell de Pogni i la torre de Certaldo. Després del 1164 ja no apareix amb el títol de comte de Prato, feu que segurament fou perdut o venut després d'aquesta data. Es va casar amb Imilia, filla del comte Guiu VI Guidi, i en segones noces amb Tabernària, filla de Bernat da Fornoli. Va deixar set fills, dels que els mascles es van repartir els dominis:
- Adelita o Adelaida (casada amb Ezzelino II di Romano senyor d'Onara, Romano, Bassano i Godego)
- Rinald de Monterotondo
- Guiu (podestà de Lucca vers el 1189)
- Ugolí de Scarlino (Ugolino) (mort el 1227), va rebre el feu matern de Scarlino i al morir sense hereu els feus van passar a Rinaldo i als fills de Maginard.
- Maginard de Certaldo
- Beatriu
- i Albert V de Mangona